# Andrei Wiktorowitsch Gaponow-Grechow

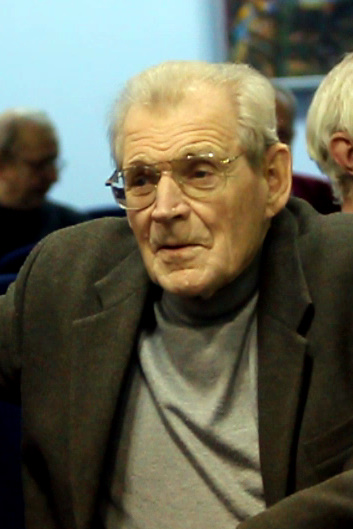
Andrei Wiktorowitsch Gaponow-Grechow (2010)

Andrei Wiktorowitsch Gaponow-Grechow (russisch Андрей Викторович Гапонов-Грехов; * 7. Juni 1926 in Moskau; † 2. Juni 2022 in Nischni Nowgorod) war ein russischer Physiker und Hochschullehrer.

## Leben
Gaponow-Grechows Eltern Marija Tichonowna Grechowa und Wiktor Iwanowitsch Gaponow waren Physiker und hatten sich während ihres Studiums an der Universität Moskau (MGU) kennengelernt. Anfang der 1930er Jahre zogen sie nach Gorki um, wo sie Strahlenphysik-Untersuchungen durchführten. Dank Grechowas Bemühungen wurde während des Deutsch-Sowjetischen Krieges an der Universität Gorki die Strahlenphysik-Fakultät eingerichtet und das Physikalisch-Technische Forschungsinstitut (GIFTI) gegründet.
Gaponow-Grechow arbeitete nach dem Schulbesuch als Schlosser-Mechaniker am GIFTI (1942–1943) und begann dann das Studium am Gorkier Industrie-Institut. Nach den ersten beiden Jahreskursen wechselte er an die Strahlenphysik-Fakultät der Universität Gorki, an der er 1949 das Studium abschloss. Anschließend begann er die dreijährige Aspirantur bei A. A. Andronow. Auf Andronows Vorschlag begann er für die Kandidat-Dissertation eine allgemeine Theorie elektromechanischer Systeme zu entwickeln. Nach sechs Jahren verteidigte er 1955 seine Dissertation im Leningrader Polytechnischen Institut. Wegen der Bedeutung dieser Arbeit wurde Gaponow-Grechow sowohl zum Kandidaten als auch zum Doktor der physikalisch-mathematischen Wissenschaften promoviert.
Gaponow-Grechow lehrte bereits nach der Aspirantur am Gorkier Industrie-Institut, das dann das Gorkier Polytechnische Institut wurde. Nach der Doktor-Promotion arbeitete er im GIFTI, und gleichzeitig lehrte er weiter nun als Professor am Gorkier Polytechnischen Institut. Er untersuchte nichtlineare Schwingungsprozesse und Probleme der Erzeugung und Verstärkung leistungsstarker hochfrequenter elektromagnetischer Wellen im Millimeter- und Submillimeterwellenbereich. Mit seinen Mitarbeitern entdeckte und untersuchte er elektromagnetische Schockwellen. Er entwickelte Gyrotrone, die in Kernfusionsreaktoren und zur Führung von Objekten im Weltraum angewendet wurden.
1964 wurde Gaponow-Grechow Korrespondierendes Mitglied der Akademie der Wissenschaften der UdSSR (AN-SSSR) und 1968 Vollmitglied. 1966 wurde er Direktorstellvertreter des 1956 von seiner Mutter gegründeten Strahlungsphysik-Forschungsinstituts (NIRFI). Ab 1976 leitete er das Institut für Angewandte Physik (IPF) der AN-SSSR bis 2003. Seitdem war er wissenschaftlicher Leiter dieses Instituts.
Von 1989 bis 1991 war Gaponow-Grechow Abgeordneter im Obersten Sowjet der UdSSR. Zu seinem 75. Geburtstag erschien ein Buch mit Materialien zu seinem Wirken in Wissenschaft und Gesellschaft.
Er starb Anfang Juni 2022, fünf Tage vor seinem 96. Geburtstag.
Gaponow-Grechows jüngerer Bruder war der Physiker Sergei Wiktorowitsch Gaponow (1937–2024).

## Ehrungen
- Leninorden (zweimal)
- Orden der Oktoberrevolution
- Staatspreis der UdSSR (1967, 1983)
- Held der sozialistischen Arbeit (1986)
- Demidow-Preis (1995)
- Verdienstorden für das Vaterland III. Klasse (1999)
- Lomonossow-Goldmedaille (2000)
- Staatspreis der Russischen Föderation für Wissenschaft und Technik (2003)
- Preis der Stiftung zur Förderung der russischen Wissenschaft (2004)
- Verdienstorden für das Vaterland II. Klasse (2006)
- Ehrenprofessur der Lobatschewski-Universität Nischni Nowgorod